# Redl Gusztáv
Redl Gusztáv (Tapolca, 1853. január 28. - Tapolca, 1917. március 25.) iskolaigazgató, természettudós, botanikus, rovarkutató, lepkész, gyűjtő.

## Élete
Az érettségi után egy ideig számvevő tiszt volt, majd 1874-től kiváló rajzkészsége folytán, diploma nélkül lett a Tapolcai Felső Népiskola rajztanára, 1883-tól helyettes-, később véglegesített igazgatója. 1912-ben vonult nyugdíjba. A rajzon kívül természettant (fizika, kémia-ásványtan), természetrajzot (növény- és állattan) és földmérést tanított. Az intézetet 1895-ben kezdeményezésére állami polgári iskolává szervezték át. 
3 évig elnöke volt a polgári iskolai tanárok zalamegyei körének. Nyugdíjazása után 2 évig a tapolcai és a balatonfüredi járás elemi iskoláinak miniszteri iskolafelügyelője volt. Tanítványai bevonásával gyűjtötte és rendszerezte a környék növény- és állatvilágát, ásványait és kőzeteit, ezáltal gyarapítva az iskola gyűjteményeit. Tanulmányozta a madarakat és preparált is. Virágkertészettel is foglalkozott. Az iskolájában jutalomdíj-alapítvány létrehozását szorgalmazta. Aktív részt vállalt a városi közéletben is. Tapolca képviselőtestületének tagja, majd megyebizottsági tag volt. A helyi Gazdasági Takarékpénztár igazgatósági tagja volt.
1902-ben meghívta Lóczy Lajost a tapolcai Tavasbarlang kutatására, melynek kialakulásáról elsőként adott szakszerű magyarázatot. Gyűjteményének egy részét Lóczy Lajos kérésére a Magyar Állami Földtani Intézetnek adta. A balatoni kutatásokat összefogó monográfia-sorozat többször is hivatkozik erre a gyűjteményre. Tapolcai adatait „A Magyar Birodalom Állatvilága (Fauna Regni Hungariae)” is felhasználta.

## Emléke

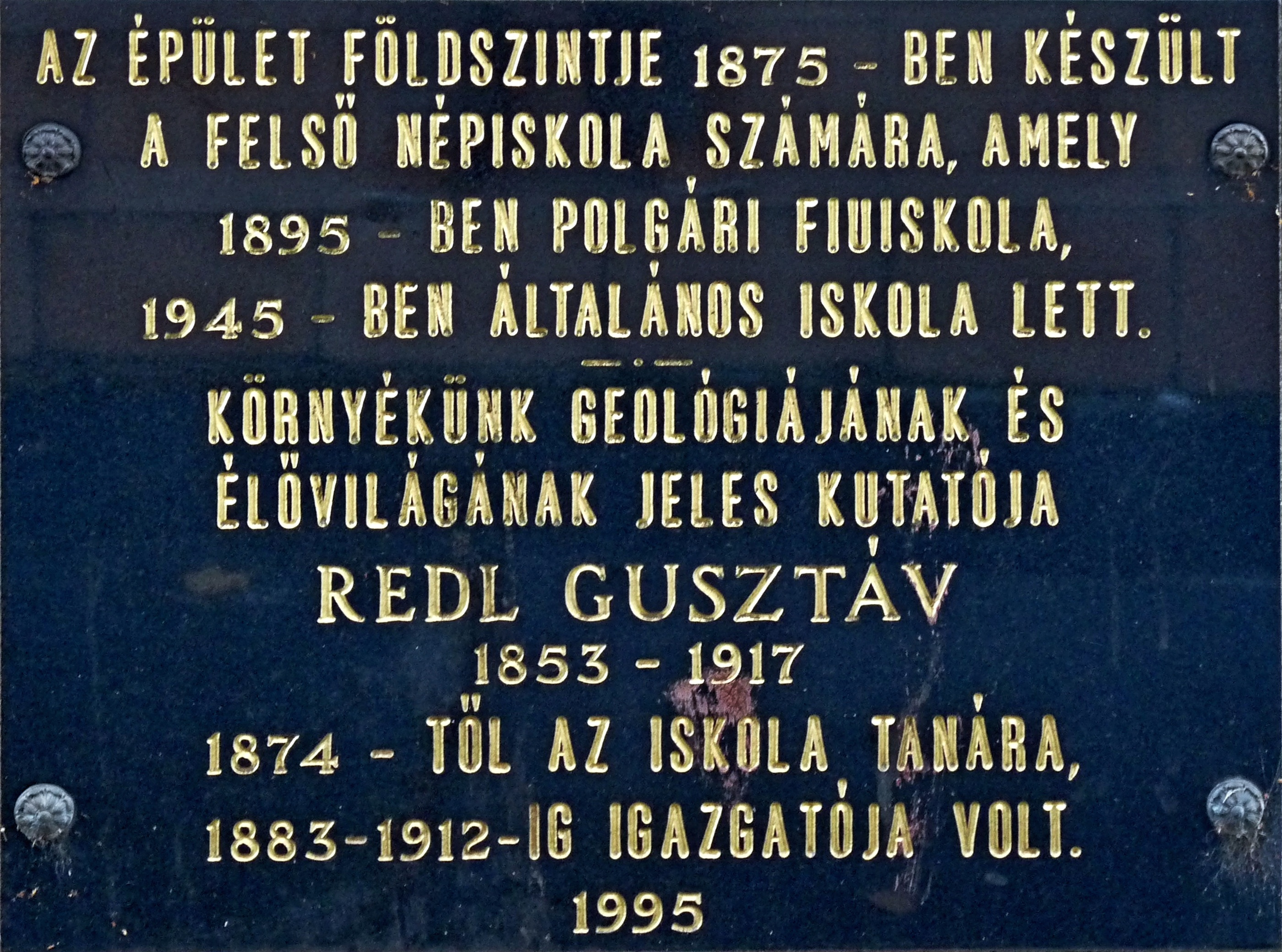
Emléktáblája az egykori polgári fiúiskola előtt.

- 1995 Emléktábla, Tapolca[4]

## Művei
- 1894 Tapolczán gyűjtött lepkék jegyzéke.
- 1894 A tapolczai járás rovarai.